# اوهاوتش
اوهاوتش (به چکی: Ohaveč) یک منطقهٔ مسکونی در جمهوری چک است که در شهرستان ییچین واقع شده‌است.